# Puerto Vallarta Challenger 1997
Il Puerto Vallarta Challenger 1997 è stato un torneo di tennis facente parte della categoria ATP Challenger Series nell'ambito dell'ATP Challenger Series 1997. Il torneo si è giocato a Puerto Vallarta in Messico dal 31 marzo al 6 aprile 1997 su campi in cemento.

## Vincitori

### Singolare
Andrej Merinov ha battuto in finale  Mark Knowles con il punteggio di 6–3, 7–6

### Doppio
Alejandro Hernández /  Óscar Ortiz hanno battuto in finale  Francisco Montana /  Jack Waite con il punteggio di 4–6, 6–2, 6–1